# Театр войны

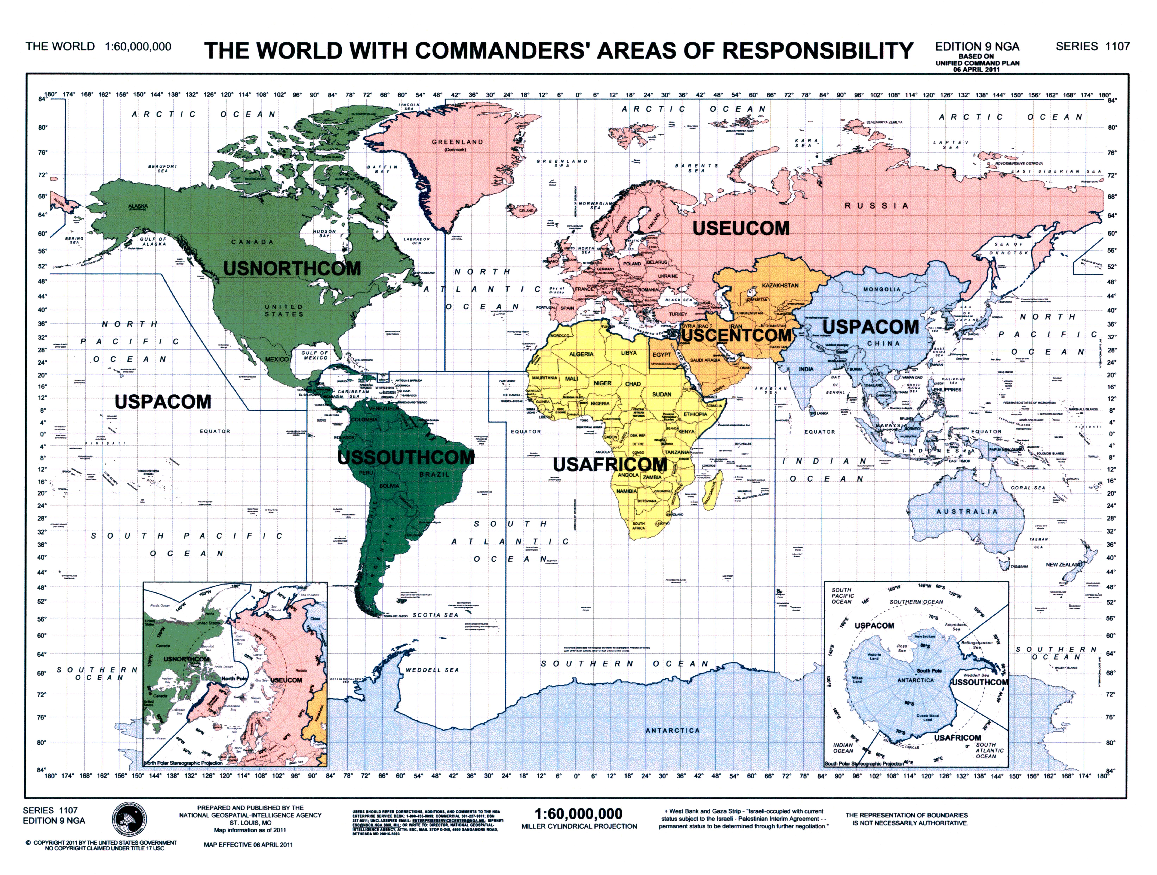
Зоны ответственности территориальных объединённых командований ВС США (по состоянию на 2011 год), возможные театры войны в мире.

Теа́тр войны́ (англ. Theater of war, Area of war) — термин, в военном деле и международном праве, сухопутная территория, морская акватория и воздушное пространство воюющих государств, а также открытое море и воздушное пространство над ним, в пределах которых воюющие стороны могут вести или ведут военные действия, войну.
Может включать несколько театров военных действий. В иностранных источниках театр войны — территория какого-либо одного континента с прилегающими к нему океанским (морским), воздушным и космическим пространством, на которой могут быть развёрнуты или ведутся военные действия отдельными враждующими государствами или коалициями государств. В отдельных источниках указано, что категории театра войны в мирное время используются при стратегическом планировании, а в военное время они выступают как военно-географическая реальность.
Ранее, во время войны, если государство выставляло несколько армий, они иногда получали наименования соответственно театру войны — Дунайская, Кавказская, Рейнская, Луарская и тому подобное. 

## Состав
Театр войны — это территория воюющих сторон, открытое море и воздушное пространство над ним, в пределах которых ведутся военные действия. Запрещается использовать в качестве театра войны территорию нейтральных государств.— § 3. Начало войны и его правовые последствия. Театр войны, Гаагская конвенция об открытии военных действий, 1907 года.
В театр войны не включаются территории нейтральных государств.
Обычно театр войны включает несколько театров военных действий, в зависимости от военных (оборонных) доктрин государств.
Если военные действия развёртываются на относительно ограниченных пространствах и носят относительно локальный характер, территория театра войны может совпадать с территорией театра военных действий.
Международное право устанавливает, что не могут считаться театром войны, а следовательно, объектом нападения и уничтожения:
- территории нейтральных государств;
- территории невоюющих государств;
- архипелаг Шпицберген (статья 1 Договора о Шпицбергене от 9 февраля 1920 года);
- Аландские острова;
- Антарктика (по Договору об Антарктике от 1959 года);
- зона Суэцкого канала (по Константинопольской конвенции от 1888 года);
- зона Панамского канала;
- санитарные зоны и местности, имеющие отличительные эмблемы;
- культурные ценности, здания и центры культурных ценностей, находящиеся под специальной защитой (статья 8 Гаагской конвенции о защите культурных ценностей в случае вооружённого конфликта);
- районы расположения атомных электростанций, дамб и плотин;
- Луна (по Договору «О принципах деятельности государств по исследованию и использованию космического пространства, включая Луну и другие небесные тела» от 1967 года и Соглашению о деятельности государств на Луне и других небесных телах от 1979 года);
- небесные тела[2] (по Договору «О принципах деятельности государств по исследованию и использованию космического пространства, включая Луну и другие небесные тела» от 1967 года и Соглашению о деятельности государств на Луне и других небесных телах от 1979 года).

«... Мы имеем несколько театров возможной войны, кроме Западного, такие как: Ближневосточный, Средневосточный, Дальневосточный, Прибалтийско-Скандинавский, и на каждом из них действия войск в тактическом и оперативном разрезе будут иметь свои особые отличительные черты».— Народный комиссар обороны Союза ССР Маршал Советского Союза С. Тимошенко, Совещание высшего командного и политического состава Красной армии, с 23 по 31 декабря 1940 года, Москва.
Ранее на главном театре войны сформировывалось несколько армий, начальствование (командование) над каждой из них вверялось командующему армией, а общее же начальство над всеми армиями театра войны — главнокомандующему, если государю, императору было не угодно начальствовать лично. Главнокомандующий давал командующим армиями общие указания относительно ведения военных действий, определяя общие цели и направляя к их достижению совокупные усилия всех армий; орган его управления — штаб.

## Примеры театров войны
Театры войны

Театрами мировой войны, с которыми связаны были первоначальные планы сторон, являлись:

1) На западе Европы — сначала вся полоса местности вдоль границы Германии с Бельгией и Францией, а затем вся северо-восточная часть Франции; этот называемый в литературе Западноевропейским театр войны мы в дальнейшем изложении для краткости будем называть Французским.

2) На востоке Европы — сначала, в манёвренный период войны, вся полоса местности вдоль границы России с Германией и Австро-Венгрией, а затем преимущественно вся западнопограничная полоса России; этот называемый в литературе Восточноевропейским театр войны мы в дальнейшем, по той же причине, будем называть Русским.
3) На юге Европы — сначала вся полоса местности вдоль границы Австро-Венгрии с Сербией, затем вся территория последней, а потом и весь Балканский полуостров; этот театр войны мы будем называть Балканским.— Глава вторая. Планы войны Разработка планов войны, А. М. Зайончковский, Первая Мировая война.
- Закаспийский театр войны[9]
- Прибалтийский театр[10];
- Балтийский морской театр[11][10];
- Финляндский театр войны[12];
- Атлантический театр войны — Atlantic theater of war;
- Дальневосточный театр[13];
- Европейский театр войны[14][1][2] — European theater, European theater of war, European war theater;
  - Европейский театр Семилетней войны
- Польский театр войны[15] или Передовой театр[16] (Передовой театр войны[17]);
- Тихоокеанский театр войны[1];
- Северо-Африканский театр войны[1];
- Азиатский театр войны[2];
- Северо-Атлантический театр войны[2];
- Центрально-Американский театр войны[2];
- Южноамериканский театр войны[2];